# Cesta pozpátku do Anglie a Skotska
Cesta pozpátku do Anglie a Skotska (Voyage à reculons en Angleterre et en Écosse) je románová prvotina francouzského spisovatele Julesa Verna, kterou Verne napsal v zimním období let 1859–1860. Kniha za jeho života nikdy nevyšla. Poté, co její vydání nakladatel Hetzel roku 1862 odmítl, uložil Verne rukopis do archivu, kde zůstal téměř 130 let zapomenut. Příběh se tak dočkal svého prvního knižního vydání až po svém „znovuobjevení“ roku 1989.

## Obsah knihy
Obsahem knihy, která nemá prakticky žádnou zápletku, je popis cesty, kterou Jules Verne a jeho přítel (v knize jde o dva mladé Pařížany, kteří se jmenují Jacques Lavaret a Jonathan Savournon) podnikli roku 1859 do Velké Británie. Oba naši přátelé získali možnost dostat se zdarma nákladní lodí ze Saint-Nazaire (přístav poblíž Nantes) do Liverpoolu. Cesta na sever však pro ně začala jaksi „pozpátku“, tj. jižním směrem, neboť v Saint-Nazaire se dozvěděli, že jejich loď ve skutečnosti přistane v Bordeaux. Díky tomu se dostali do Liverpoolu se sedmnáctidenním zpožděním, takže na celou návštěvu Skotska jim zbyl pouhý týden. Po návštěvě Glasgow, jezera Loch Lomond a okolí města Stirling skončila jejich cesta v Edinburghu. Odtud pak jeli nočním vlakem do Londýna (což byla podle popisu nejstrašnější část cesty, neboť trvala patnáct hodin ve vydýchaném vagónu, kde nechtěli spolucestující dovolit našim dvěma přátelům otevřít okna). Z Londýna pak odjeli do přístavu Newhaven a odtud lodí přes kanál La Manche do Dieppe ve Francii.
Přestože nakladatel Hetzel knihu odmítl s odůvodněním, že příběh „ještě nedosáhl úrovně vědeckého románu, který hodlá vydávat“, nese kniha již znaky celého dalšího Vernova díla. Vyprávění překypuje barvitostí a vtipnými postřehy o osobních i kolektivních zvyklosech, stolování, cenách, ošacení a společenských mravech viktoriánské Anglie a přináší přehled základních vědomostí z historie, architektury a literatury Skotska. Spíše než o román tak jde o romantický cestopis, ve kterém je ale navíc všudypřítomné jemně ironické konstatování, že podobní cestovatelé „ke všemu jen letem světem přičichnou“, ale ve skutečnosti si toho z cesty příliš mnoho neodnesou. Kniha pak končí Vernovým naučením, že ve skutečnosti cesta začíná až po návratu, protože průvodcem cestovatelů je pak jejich fantazie a oni pak cestují ve vzpomínkách.

## Česká vydání
- Cesta pozpátku do Anglie a Skotska, Návrat, Brno 2004, přeložila Zuzana Dlabalová.
- Cesta pozpátku do Anglie a Skotska, Návrat, Brno 2021, přeložila Zuzana Dlabalová.